# Dashboard (Apple)
Pour les articles homonymes, voir Dashboard.
Dashboard est une fonctionnalité des systèmes d'exploitation d'Apple apparue avec Mac OS X v10.4 « Tiger » et présente depuis dans toutes les versions ultérieures de macOS, jusqu'à être supprimée en 2019 de la version Catalina de l'OS d'Apple.
Lorsqu'il est ouvert (généralement via la touche F12, mais ce peut être par un « coin d'écran actif » ou par un bouton de souris), Dashboard recouvre le bureau d'un voile semi-opaque (dans les premières versions) ou fait glisser le bureau vers la droite (depuis Leopard) et affiche les mini-applications (« widgets ») choisies par l'utilisateur. Ces dernières ont diverses fonctionnalités : recherche sur le Web, écoute de radio, météo locale, annuaire téléphonique, calendriers, résultats sportifs, listings RSS, diagnostic de la machine, etc. Les utilisateurs peuvent ajouter à leur guise les widgets qui leur plaisent en les téléchargeant sur le site d'Apple, où l'on en dénombre à l'heure actuelle plus de 2000.
Dashboard utilise de nombreux effets graphiques divers, censés rendre les applications plus attractives. Par exemple, l'ouverture d'un widget (plus précisément son glissé-déposé sur le bureau) qui provoque des vaguelettes, ou le retournement en 3D d'un widget pour accéder à ses réglages.
Les widgets sont conçus en XHTML, CSS, JavaScript ou Java, et sont affichés grâce à WebCore, le moteur de rendu HTML utilisé par Safari, et qui est issu du projet KDE. Par ailleurs, ce dernier a décidé d'être entièrement compatible avec les widgets de Dashboard. 
Une certaine polémique a entouré le lancement de Dashboard, lors de la WWDC 2004 d'Apple. En effet, la firme avait publié des publicités censées vanter ses qualités d'innovatrice et faire remarquer que Microsoft allait sans doute plagier son futur système d'exploitation, Mac OS X 10.4 « Tiger ». Mais Dashboard étant similaire sur de nombreux points à Yahoo! Widget Engine (anciennement Konfabulator), les créateurs de ce dernier trouvèrent la démarche un peu trop cavalière, et détournèrent sur leur site le slogan d'Apple « Redmond, lance tes photocopieurs ! » en « Cupertino, lance tes photocopieurs ! », pour dénoncer le plagiat dont ils se disaient victime ; Redmond et Cupertino étant les villes où siègent respectivement Microsoft et Apple. Ils annonçaient même « pourquoi attendre « Tiger » alors que vous pouvez avoir un équivalent de Dashboard dès aujourd'hui pour 10 $ ? » Les brevets logiciels étant cependant interdits, Apple ne peut être poursuivi.
Par la suite, Konfabulator est devenu gratuit et s'est même étendu à Windows XP.

## Widgets sur le bureau
Par défaut, le Dashboard doit être activé pour que les widgets soient visibles. Or, il peut être intéressant de conserver certaines de ces mini-applications (comme l'aide-mémoire) sur le bureau. Cela peut se faire en passant le ''Dashboard en "devmode". Dans le terminal (Applications/Utilitaires/Terminal.app), entrez cette commande :
```
   $> defaults write com.apple.dashboard devmode YES
```

Ensuite, quittez le Dock, cela rechargera automatiquement Dashboard avec la nouvelle configuration, en entrant dans le même terminal :
```
   $> killall Dock
```

Les widgets peuvent maintenant être déplacés du Dashboard sur le bureau facilement. Activez le Dashboard, par défaut avec F12, sélectionnez le widget qui vous intéresse, et sans relâcher le pointeur, désactivez le Dashboard, relâchez le pointeur. Pour faire revenir un widget du bureau sur le Dashboard, sélectionnez-le, activez le Dashboard et relâchez le pointeur.